# Damdiny Tsogtbaatar
Damdiny Tsogtbaatar   (Ulaanbaatar, 14 de gener de 1970) és un polític i diplomàtic mongol.

## Biografia
Va néixer el 4 de gener de 1970. El 1988 es va graduar a l'escola secundària soviètica a Ulan Bator. El 1988 va ingressar a l'Institut Estatal de Relacions Internacionals de Moscou. Entre 1994 i 1998, va treballar al Departament d'Àsia i Àfrica del Ministeri d'Afers Exteriors de Mongòlia. El 1998, es va llicenciar a la Universitat Nacional d'Austràlia per la Facultat de Dret i després va fer un màster en Dret sobre els estudis jurídics (dret internacional). Entre els anys 1998-1999, va ensenyar a temps parcial a la Facultat de Relacions Internacionals de la Universitat Estatal de Mongòlia.
El 4 d'octubre de 2017, el Gran Jural de l'Estat (parlament de Mongòlia) el va nomenar ministre d'Afers Exteriors de Mongòlia. Anteriorment, va exercir com a secretari d'estat del Ministeri d'Afers Exteriors, ministre de Natura, Medi Ambient i Turisme de Mongòlia i ministre de Construcció i Desenvolupament Urbà de Mongòlia. Va ser escollit dos cops diputat del Gran Jural de l'Estat; en les eleccions del 2016 i les del 2020.
Tsogtbaatar està casat i té dos fills. Parla amb fluïdesa l'anglès i el rus, i també parla el khmer i el tailandès.

## Obres
- Trading for the Future: Environmental Dimensions of Global Trade. 5 Int'l. Trade & Bus. L. Ann. 277 (2000).[4]
- Chapter 75: Mongolia. The World Trade Organization: Legal, Economic and Political Analysis (Springer, 2005).[4]